# Герсоппа
Герсо́ппа (Йог) — водопад в Индии, в южной части гор Западные Гаты, расположенный на реке Шаравати (в 40 км от её устья).
Герсоппа представляет собой систему из четырёх каскадов общей высотой 255 м, что делает его третьим по высоте водопадом в Индии. Каждый из каскадов имеет отдельное наименование. Входит в двадцатку самых высоких водопадов мира. Сезон наилучшего потока длится с августа по декабрь.
С водопадом связана близлежащая плотина Линганамакки через реку Шаравати, где с 1948 года работает гидроэлектростанция мощностью 240 МВт.